# Институт леса НАН Беларуси
Институт леса Национальной академии наук Беларуси (сокр. «Институт леса НАНБ») — научно-исследовательское учреждение, основанное в ноябре 1930 года в Гомеле.

## История
13 ноября 1930 года в Гомеле (Белорусская ССР) был основан Институт леса на основе лесного отдела Белорусского научно-исследовательского института сельского и лесного хозяйства, а также Центральной лесной исследовательской станции. В 1933 году его переименовали в Белорусский Научный Государственный Институт лесного хозяйства (в 1957—1961 годах — в составе Академии сельскохозяйственных наук БССР). В 1944 году при институте появилась аспирантура, а в 1996 — докторантура. В период СССР в институте работали академики Анатолий Жуков, Павел Роговой, Вячеслав Переход, Владимир Шкателов и Иван Юркевич.

## Подразделения
На 2019 год Институт леса включал в себя:
- 5 лабораторий: лесоведения и управления лесами; лесной селекции и семеноводства; проблем восстановления, защиты и охраны лесов; генетики и биотехнологии, продовольственных и лекарственных ресурсов леса, проблем почвоведения и реабилитации повреждённых человеком лесных земель[2].
- 3 экспериментальные лесные базы: Двинская (посёлок Подсвилье, Глубокский район), Жорновская (Осиповичи, Могилёвская область) и Коренёвская (Гомельский район)[3].